# Тисдель, Эрнесто
Эрнесто Тисдель Лефевре (исп. Ernesto Tisdel Lefevre, 11 июля 1876 — 19 апреля 1922) — панамский бизнесмен и государственный деятель, и. о.президента страны в 1920.

## Биография
Родился в 1876 году. Стал одним из первых панамцев, сколотивших крупное состояние. После образования независимой Панамы стал генеральным директором Почты и Телеграфа, президентом Муниципального совета Панамы, несколько раз занимал пост секретаря по внешним сношениям.
Панама унаследовала систему управления от Колумбии: здесь не было поста вице-президента, а были посты «Designado Presidencial» — первый (Primer) и второй (Segundo); занимающие эти посты люди должны были исполнять обязанности президента (в указанном порядке) в случае его отсутствия (а также невозможности исполнения президентских обязанностей предыдущим Designado Presidencial). Designado Presidencial избирались Национальной Ассамблеей на два года. В 1918 году умер президент Рамон Вальдес, и с осени 1918 года обязанности президента исполнял Primer Designado Белисарио Поррас. Так как он решил баллотироваться в президенты на выборах 1920 года, то в течение восьми месяцев обязанности президента в 1920 году исполнял Эрнесто Тисдель, являвшийся Segundo Designado.
Во время своего президентства Эрнесто Тисдель, чтобы предотвратить растрату государственных средств, наложил вето на принятый Национальной ассамблеей закон, устанавливавший постоянные зарплаты для депутатов. При нём были выведены американские войска из провинции Чирики, оккупировавшие её в течение двух лет. Когда США потребовали передать им остров Табога в оборонительных целях, Тисдель заявил, что страна не уступит ни дюйма своей территории.
По окончании президентства вернулся к частной жизни.